# ポーランド文学古典叢書
『ポーランド文学古典叢書』（ポーランドぶんがくこてんそうしょ）は、未知谷で刊行のポーランド文学の古典を集めた叢書。

## 紹介
2013年12月より刊行されている。翻訳者は関口時正、久山宏一ら。装幀は菊地信義。
「度重なる分割、ホロコースト等の悲劇を経て今なお「ポーランド」という国が存在するのは、彼らが自らにまつわる物語＝歴史を記し、有機的かつ実効性ある緊密禁固な文学空間を築いてきたからこそ、という言い方には一定の説得力があり、ポーランド語「帝国」の呼称さえ可能である。この、世界文学の中でも一種独自の境地に達したポーランド文学を体系的に紹介」するとしている。
ポーランド広報文化センターの助成を得て「2019年の日本ポーランド国交100年までを一応の目標」として順次刊行予定。

## シリーズのラインナップ
1. 『挽歌』（ヤン・コハノフスキ、関口時正訳） 2013年
2. 『ソネット集』（アダム・ミツキェーヴィチ、久山宏一訳） 2013年
3. 『バラードとロマンス』（アダム・ミツキェーヴィチ、関口時正訳） 2014年
4. 『コンラット・ヴァレンロット』（アダム・ミツキェーヴィチ、久山宏一訳） 2018年
5. 『ディブック / ブルグント公女イヴォナ』（S・アン＝スキ / ヴィトルト・ゴンブローヴィチ、西成彦編、赤尾光春、関口時正訳） 2015年
6. 『ヴィトカツィの戯曲四篇』（スタニスワフ・イグナツィ・ヴィトキェーヴィチ、関口時正訳） 2015年
7. 『人形』（ボレスワフ・プルス、関口時正訳） 2017年 - 2017年度第69回読売文学賞の研究・翻訳賞受賞[3]
8. 『祖霊祭 ヴィリニュス篇』（アダム・ミツキェーヴィチ、関口時正訳） 2018年
9. 『ミコワイ・レイ氏の鏡と動物園』（関口時正 編訳・著） 2021年
10. 『歌とフラシュキ』（ヤン・コハノフスキ、関口時正訳） 2022年
11. 『婚礼』（スタニスワフ・ヴィスピャンスキ、津田晃岐訳） 2023年
12. 『ジェロムスキ短篇集』（ステファン・ジェロムスキ、小原雅俊監訳） 2024年